# Jean-Loup Manoussi
Pour les articles homonymes, voir Manoussi.
Jean-Loup Manoussi, né le 28 juin 1947 à Désertines (Allier) et mort  dans la nuit du 21 au 22 juin 2004 à Orcines,, est une journaliste français. Figure de la presse écrite en France, il est rédacteur en chef du quotidien La Montagne et directeur adjoint chargé de l’information du Groupe Centre France La Montagne. 

## Biographie

### Famille
Jean-Loup Manoussi est le cadet d’une famille de quatre enfants (Gérard, François et Catherine). Il se marie à Anne-Marie Chavigner (artiste peintre) avec laquelle il a deux enfants, Frédéric et Laure.

### Carrière
Titulaire d’une maîtrise d’histoire, Jean-Loup Manoussi est d'abord pigiste à l’Agence France Presse aux bureaux de Clermont-Ferrand (de 1968 à 1970).
En 1971 il rentre à La Montagne comme auxiliaire de rédaction. Il devient ensuite  journaliste politique (bureau de Clermont-Ferrand). De 1981 à 1989 il dirige l’agence de Montluçon.
De 1989 à 1995 il est rédacteur en chef du quotidien Le Berry républicain. 
Il est rédacteur en chef adjoint de La Montagne, de 1995 à 1997, puis rédacteur en chef en juillet 1997.
En 1999 il devient directeur adjoint chargé de l’information du groupe Centre France (groupe regroupant La Montagne, Le Berry républicain, Le Populaire du Centre, Le Journal du Centre et devient également membre du conseil de direction du groupe Centre France-La Montagne.
Parallèlement, en 2001 il participe à la création de la chaîne de télévision locale Clermont 1re pour laquelle il écrit notamment la charte de déontologie. Il intervient d’ailleurs régulièrement sur la chaine lors d’interview et de débats politiques (interviews de Nicolas Sarkozy, Valéry Giscard d’Estaing, Michel Charasse, Bernard Tapie, etc.).  
En 2003 il devient membre du projet Cosmos destiné à réfléchir sur la stratégie de l'État dans les mutations des médias au Commissariat au plan.
Enfin, en 2004, il pilote avec succès le lancement de la nouvelle maquette du quotidien La Montagne.
Parmi les nombreux hommages qui lui ont été rendus on notera notamment celui de Valéry Giscard d’Estaing. On notera également aussi celui de Jean-Pierre Caillard, PDG du Groupe Centre France qui lui a dédié son livre « Alexandre Varenne, un homme en République »

### Décès
Il décède d’une crise cardiaque à l’âge de 56 ans et est enterré au cimetière de Chamalières (Puy-de-Dôme).

## Hommages
« Homme de cœur, attentif aux autres Jean-Loup Manoussi restera comme l’un des grands serviteurs de la presse de notre pays »

— Jacques Chirac, ancien Président de la République
Dans l'hommage que lui rend La Montagne le 23 juin 2004, Jean-Loup Manoussi est également qualifié d'« humaniste irréductible et de professionnel exemplaire (…). Journaliste de convictions, meneur d'hommes et manieur d'idées, (il) « quitte » brutalement La Montagne, après trente-trois ans de vie commune ».